# Groß Wootz
Groß Wootz war bis 1939 eine eigenständige Gemeinde und wurde im genannten Jahr mit den Gemeinden Klein Wootz und Rosensdorf zur Gemeinde Wootz zusammengeschlossen. Wootz wiederum ist im Jahr 2025 ein Gemeindeteil der Gemeinde Lenzerwische im Landkreis Prignitz in Brandenburg.

## Geschichte

### Frühzeit bis 16. Jahrhundert
Groß Wootz entstand als Haufendorf mit einer Kirche in seiner Mitte. Zwischen der Kirche und dem Friedhof konnte auf einer Düne in der Marsch eine slawische Siedlung nachgewiesen werden. Das Dorf wurde erstmals 1420 als czu Wutz urkundlich erwähnt. Weitere Bezeichnungen waren Wutze im Jahr 1471, Dudessche Wosse im Jahr 1472, Dudsche Wusse im Jahr 1491 sowie Dudischenn Wisch im Jahr 1502 und Dudesch Woetze im Jahr 1540. Die Bezeichnung Großen Wussenn erschien erstmals 1552 und wandelte sich zu zu großen Wuetze im Jahr 1578.
Groß Wootz gehörte 1420 den von Kruge zu Wootz und war ein Wohnsitz des Claus von Kruge. Von dort gelangte es von vor 1481 bis 1872 in den Besitz des Guts Kietz in der Lenzerwische. Eine Kapelle erschien erstmals 1542. Das Kirchenpatronat lag im Jahr 1558 beim Gut Kietz. Der Pfarrer erhielt von jedem Einwohner drei Viertel; ein Küster war nicht vor Ort. Im Jahr 1558 erschienen zehn Ackersleute in den Akten; 1576 waren es zehn Hufner und zwei Kossäten.

### 17. Jahrhundert
Im Jahr 1647 lebten im Dorf nach wie vor zehn Hufner; 1652 wurde von sieben (Wirten) und insgesamt neun Personen berichtet. Eine ausführlichere Statistik liegt aus dem Jahr 1686 vor. Demzufolge gab es im Dorf weder einen Rittersitz, noch einen Lehn- oder Priesteracker. Von den acht Einhufnerhöfen lag einer wüst. Ein Dreiviertelhufner war auch als Krüger tätig. Es gab weiterhin zwei Kossäten mit Acker (einer davon mit ½ Hufe), vier Kossäten ohne Acker und keinen Schmied. Im Ort muss es zuvor eine Windmühle gegeben haben, die jedoch nach Kietz versetzt wurde. Den Bewohnern war es von der Obrigkeit verboten worden, in der Elbe zu fischen. Sie durften auch kein Brennholz schlagen und beschwerten sich über einen neu zu errichtenden Dammzoll des von Quitzow bei Eldenburg.

### 18. Jahrhundert
Eine Statistik aus dem Jahr 1719 führte für Groß Wootz neun Hufner, zwei Kossäten und vier Kötter auf, die für insgesamt 9 ¼ Hufen Steuern zahlen mussten. Im Jahr 1728u gab es einen Anderthalbhufner mit 67 Morgen (Mg) sowie acht Vollhufner mit durchschnittlich 45 Mg sowie einen Halbhufner mit 22 Mg. Die 21 Kossäten bewirtschafteten insgesamt 5 ½ Mg. Im Dorf lebten 1734: neun Bauern, zwei Kossäten, neun Häuslinge und zwei Schneider. Im Jahr 1745 bestand das Dorf aus neun Bauern und sechs Kossäten. Eine Statistik aus dem Jahr 1760 führte auf: neun Hufner, zwei Kossäten, sechs Kötter und zwei Paar Einlieger, die zusammen 9 ¼ Hufen bewirtschafteten. Im Jahr 1791 gab es elf Bauern, sieben Büdner und sechs Hausleute, die 18 Feuerstellen (= Haushalte) betrieben. Groß Wootz war bis 1777 im Besitz der von Wenckstern und ging danach bis 1791 an die von Clermont, die es 1974 an den Herrn von Jagow weitergaben.

### 19. Jahrhundert
Um 1800 gehörte der Ort zum Lenzenschen Kreis in der Provinz Prignitz, einem Teil der Kurmark der Mark Brandenburg. Im Jahr 1801 gab es im Dorf zehn Ganzbauern, einen Kossäten, sechs Büdner und neun Einlieger, die 18 Feuerstellen betrieben. In einer Beschreibung dieser Landschaft aus dem Jahr 1804 wird das 9¼ Hufen umfassende Dorf „Groß Wutz“ mit insgesamt 153 Einwohnern angegeben. Als Besitzer wird der Deichhauptmann von Jagow zu Rühstädt genannt. In dem zur Lenzerwische und damit damals zu Kietz gehörenden Dorf waren seinerzeit zehn Ganzbauern, neun Einlieger, sechs Büdner und ein Kossäte tätig. Darüber hinaus waren hier ein Nebenzollamt von Lenzen und 18 Feuerstellen vorhanden. Die Bewohner waren nach Kiez in der Inspektion Lenzen eingepfarrt und der Adressort war ebenso Lenzen. Die Familie von Jagow verkaufte das Dorf 1808 an den Grafen von Schulenburg, der es seinerseits 1846 an den Grafen von Königsmark veräußerte. Eine Statistik aus 1819 führte auf: neun Hufner, zwei Kossäten, sechs Kötter und fünf Paar Einlieger. Im Dorf standen im Jahr 1846 insgesamt 17 Wohnhäuser. Das Bauerndorf war 1852 vom Wasserstand der Elbe abhängig: Landwirtschaft konnte nur betrieben werden, wenn die Flächen nicht überflutet waren. Die Hütung fand gemeinschaftlich statt und umfasste Pferde, Rindvieh, Schweine und Schafe. Die Bewohner durften in der Elbe fischen und ernährten sich hauptsächlich von Ackerbau und Viehzucht. In Groß Wootz gab es im Jahr 1860 insgesamt zwei öffentliche, 22 Wohn- und 13 Wirtschaftsgebäude. Es umfasste 982 Mg: 12 Mg Gehöfte, 430 Mg Acker, 300 Mg Wiese, 240 Mg Weide.

### 20. Jahrhundert
Zur Jahrhundertwende standen im Dorf 27 Häuser auf 325 Hektar (ha) Fläche. Im Jahr 1928 wurden Parzellen der aufgelösten Gutsbezirke Bochin und Kietz/Elbe eingemeindet. Groß Wootz war 1931 Gemeinde mit dem Wohnplatz Sack und einer Fläche von 321 ha. Im Jahr 1939 erfolgte der Zusammenschluss mit den Gemeinden Klein Wootz und Rosensdorf zur Gemeinde Wootz.

## Bevölkerungsentwicklung
| Jahr      | 1734 | 1772 | 1791 | 1801 | 1817 | 1837 | 1858 | 1871 | 1895 | 1925 |
| Einwohner | 116  | 127  | 156  | 153  | 125  | 148  | 177  | 165  | 181  | 136  |